# Somerset Championships
Die Somerset Championships waren offene internationale Meisterschaften im Badminton in England. Sie waren eines der bedeutendsten internationalen Badmintonturniere in der Anfangszeit des Sports seit dem dritten Jahrzehnt des 20. Jahrhunderts. Mit der Ausbreitung des Sports über alle Kontinente verloren die Titelkämpfe in den 1970er Jahren an internationaler Bedeutung.

## Sieger
| Saison    | Herreneinzel   | Dameneinzel   | Herrendoppel                  | Damendoppel                  | Mixed                           |
| --------- | -------------- | ------------- | ----------------------------- | ---------------------------- | ------------------------------- |
| 1949      | Eddy L. Choong | Betty Uber    | Tom Wingfield Barron Renton   | V. E. Duringer Queenie Allen | Tom Wingfield V. E. Duringer    |
| 1950      | Eddy L. Choong | Queenie Allen | Eddy L. Choong Eddy J. Choong | V. E. Duringer Queenie Allen | Eddy L. Choong Audrey Blathwayt |
| 1951 1955 | keine Daten    | keine Daten   | keine Daten                   | keine Daten                  | keine Daten                     |
| 1956      | G. H. King     | E. R. Rump    | G. H. King Ciro Ciniglio      | Sylvia Ripley Esmé Andrews   | Ciro Ciniglio Sylvia Ripley     |
| 1957      | R. Mulvaney    | M. E. Govett  | R. Mulvaney Ciro Ciniglio     | Sylvia Ripley Esmé Andrews   | R. Mulvaney Esmé Andrews        |
| 1958      | R. Mulvaney    | M. E. Govett  | R. Mulvaney R. J. Southwell   | Sylvia Ripley Esmé Andrews   | R. Mulvaney Esmé Andrews        |
| seit 1959 | keine Daten    | keine Daten   | keine Daten                   | keine Daten                  | keine Daten                     |